# Замок Каррег Кеннен
Замок Каррег Кеннен (англ. Carreg Cennen Castle, валл. Castell Carreg Cennen, досл. «замок на горе над Кенненом») — руины валлийского замка в деревне Трап на реке Кеннен, в 6,5 км к югу от города Лландейло в Кармартеншире, Уэльс. Замок находится на территории национального парка Брекон-Биконс и возвышается на известняковом утёсе над пропастью. Он лежит в руинах с 1462 года и сейчас находится на попечении Cadw, государственной службы охраны окружающей среды Уэльса.
Первый каменный замок, вероятно, был построен Рисом, который умер в 1197 году. На протяжении последующих пятидесяти лет оставался во владении правителей Дехейбарта. В 1248 году Матильда де Браоз назло своему сыну Рису Вихану ап Рису Мечиллу передала замок нормандским правителям Англии, но Рис успел занять замок прежде англичан. Следующие тридцать лет Каррег Кеннен переходил из рук в руки между Рисом и его дядей Маредидом, которые боролись престол Дехейбарта. В 1277 году он был захвачен англичанами, снова взят валлийцами в 1282 году и снова оказался в руках англичан в следующем году.
В 1283 году Эдуард I пожаловал замок Джону Гиффарду, командующему английскими войсками в Килмери, где был убит Лливелин ап Грифид. Гиффард, вероятно, и возвёл тот замок, который мы видим сегодня.

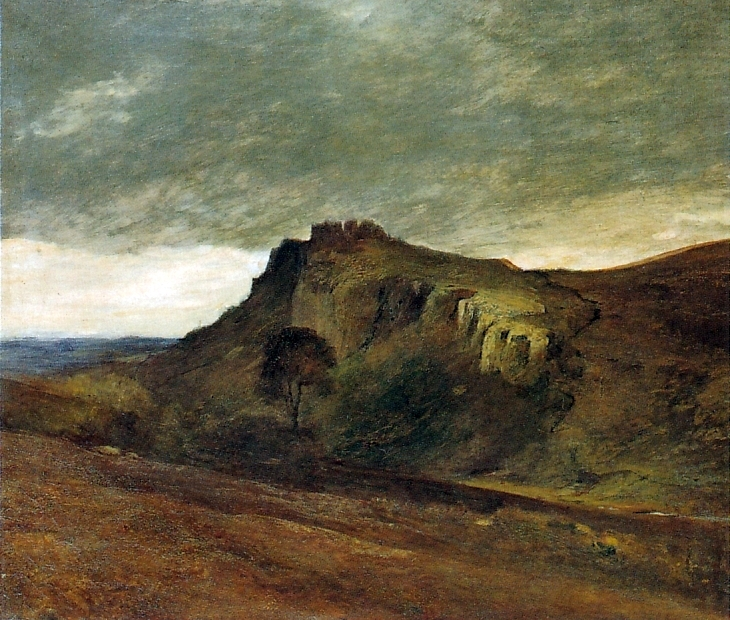
Каррег Кеннен кисти Манселя Льюиса

В начале июля 1403 года Оуайн Глиндур вместе с 800 своими людьми атаковал Каррег Кеннен, но, несмотря на серьёзный урон, не смог взять замок и несколько месяцев осаждал его. Замок оборонял сэр Джон Скудамор из Херефордшира, который через несколько[чего?] женится на одной из дочерей Глиндура, Элис. В 1409 году замок отремонтировали.
В 1461 году, во время Войны роз, Каррег Кеннен стал оплотом сил Ланкастеров. Впоследствии войско Йорков из 500 человек захватило и разрушило его, чтобы не допустить его использование Ланкастерами.
Собственность перешла семье Воганов, графам Кодор, и с XVIII века руины замка стали привлекать художников (Тёрнер зарисовал замок в 1798 году). В XIX веке 2-й граф Кодор в значительной степени реконструировал замок. В 1960-х годах он перешёл в собственность семье Моррисов, когда юристы 5-го графа Кодор по ошибке присоединили замок к продаваемой Моррисам ферме. В настоящее время замок находится в частной собственности Моррисов и на попечении Cadw. Замок открыт для посещения.